# Founders Cup
De Founders Cup is een jaarlijks golftoernooi voor vrouwen, dat deel uitmaakt van de LPGA Tour. Het toernooi werd opgericht in 2011 en vindt sinds de oprichting plaats op de Palmer Course en de Faldo Course van de Wildfire Golf Club in Phoenix, Arizona.
Het toernooi wordt over vier dagen gespeeld in een strokeplay-formule en na de tweede dag wordt de cut toegepast.
Van 2011 tot 2013 was RR Donnelley hoofdsponsor van dit toernooi en werd toen georganiseerd als de RR Donnelley LPGA Founders Cup. Sinds 2014 is de Zuid-Koreaanse kabeltelevisienetwerk JTBC hoofdsponsor van dit toernooi en wordt georganiseerd als de JTBC Founders Cup.

## Golfbanen
| Jaar  | Golfbaan                                          | Plaats           | Info                |
| ----- | ------------------------------------------------- | ---------------- | ------------------- |
| 2011- | Wildfire Golf Club (Palmer Course & Faldo Course) | Phoenix, Arizona | Baanrecord: 63 (-9) |

## Winnaressen
| Jaar                           | Winnares                       | Score                          | Score                          | Info                           |
| RR Donnelley LPGA Founders Cup | RR Donnelley LPGA Founders Cup | RR Donnelley LPGA Founders Cup | RR Donnelley LPGA Founders Cup | RR Donnelley LPGA Founders Cup |
| ------------------------------ | ------------------------------ | ------------------------------ | ------------------------------ | ------------------------------ |
| 2011                           | Karrie Webb                    | 204                            | –12                            | 54-holes event                 |
| 2012                           | Yani Tseng                     | 270                            | –18                            |                                |
| 2013                           | Stacy Lewis                    | 265                            | –23                            |                                |
| JTBC Founders Cup              |                                |                                |                                |                                |
| 2014                           | Karrie Webb                    | 269                            | –19                            |                                |
| 2015                           | Hyo Joo Kim                    | 267                            | –21                            |                                |

| Toernooirecord |  | po = winnares na play-off |